# Comté de Trumbull
Le comté de Trumbull (en anglais : Trumbull County) est un des 88 comtés de l'État de l'Ohio, aux États-Unis.
Son siège est fixé à Warren.